# Black & White
Black & White — стратегическая компьютерная игра, один из наиболее характерных представителей жанра симулятор бога. Разработана компанией Lionhead Studios в 2001 и продолжает идеи прежних игр Питера Молинье — Populous и Dungeon Keeper.

## Игровой процесс
Black & White даёт игроку возможность выступить в роли божества, которое управляет своим собственным племенем людей, живущим на небольшом острове. Вам придется заботиться не только о своем племени, но и выращивать собственное существо, обучать и воспитывать его.

### Возможности бога
Принимая на себя роль бога, игрок может использовать все сверхъестественные способности. Особая роль отведена магии, которая делится на два типа: для помощи людям и для их уничтожения. Например, игрок может использовать магию воды для создания дождя, что способствует росту урожая. Можно быстро построить новые дома или же добыть ценные ресурсы силой мысли, чтобы ускорить развитие своих людей. Для уничтожения людей бог может использовать разрушительную магию: создавать огненные шары, выжигающие всё на своём пути, пускать цепную молнию, способную убить целую группу. Игрок волен выбирать свой способ достижения целей в зависимости от стиля игры.

### Поселения
На каждом острове находится несколько поселений. Обычно в начале игры каждому богу принадлежит по одному селу, а остальные он может присоединить в процессе игры.

### Добро и зло
Как видно из названия игры, большую роль в ней играет выбор между добром и злом, который выражается в поступках игрока (почти каждое задание в кампании имеет «добрый» и «злой» варианты решения — к примеру, спасти брата женщины, в доме которой хранится нужный для выполнения задания камень, после чего она отдаст камень, или разрушить её дом и отнять камень силой) и приводит к изменению отношения к игроку со стороны его существа и подданных.

### Советники
В качестве советников игрока выступают два персонажа — старец с нимбом вокруг головы, сидящий на облаке и воплощающий добро, и демон, воплощающий зло. Время от времени они появляются на экране и стремятся подтолкнуть игрока к свершению добрых или злых поступков.

### Существо
У каждого бога есть своё воплощение — животное гигантских размеров, которое со временем становится больше и сильнее, приобретает новые возможности и обучается. Всего в игре 11 существ (с учётом всех дополнений — 18), но изначально доступны только 3 — тигр, корова и обезьяна. Существо способно самостоятельно передвигаться по острову, наблюдать за работой его жителей и учиться у них, но в нужный момент игрок способен призвать его к себе с помощью специальной привязи. Поглаживая существо или, наоборот, избивая, игрок стимулирует его к выполнению тех или иных действий (классический пример «кнута и пряника»). К примеру, если погладить существо, только что съевшее человека, оно затем будет стремиться употреблять в пищу именно людей.
Список существ (по мере появления): человекообразная обезьяна, тигр, волк, корова, овца, зебра, шимпанзе, черепаха, лев, бурый медведь, белый медведь, лошадь, леопард, горилла, мандрил, крокодил, носорог, курица и огр.

### Храм
Среди существующих в игре строений особое место занимает храм. У каждого бога изначально есть свой храм. Если пройти внутрь храма, можно ознакомиться с различной игровой статистикой, а также сохранить и загрузить игру (таким образом, храм частично выполняет функции главного меню). Площадки вокруг храма представляют собой участки для поклонения. В каждом из подконтрольных игроку поселений существует тотем, передвигая который, можно устанавливать число жителей, которые в данный момент должны поклоняться богу. Поклоняющиеся повышают ману, которую можно расходовать на сотворение чудес, но при этом надо учитывать, что поклонение отвлекает людей от работы, а после особенно длительной молитвы они могут умереть от усталости. Моментально повысить ману можно, если совершить жертвоприношение; в жертву можно приносить самые разные игровые предметы (деревья, животных и так далее), но больше всего маны можно получить, если принести в жертву живого человека, особенно ребёнка. У каждого народа есть свой участок поклонения со своими доступными чудесами. Так же храм «защищен» людьми и зданиями из деревень, так как если будет нанесен урон по храму -урон отражается на дома или на людей.

### Чудеса
Другой интересной особенностью является возможность сотворения чудес. Чудеса в Black & White — аналог магии, присутствующей во многих играх. Например, чудо воды вызывает дождь над определённой областью, а чудо телепорта позволяет людям телепортироваться между двумя точками (например, между родной деревней и храмом). Так как создатели игры стремились минимизировать интерфейс, то вызов чуда требует начертания в воздухе либо на земле определённой фигуры. Эта система была позже частично скопирована в игре «Darwinia».

### Погода
Погода находится вне власти игрока, хотя возможно включить опцию в игре, использующую настоящую погоду в месте жительства игрока для симуляции её в игре.

## Отзывы
| Сводный рейтинг | Сводный рейтинг |
| Агрегатор       | Оценка          |
| --------------- | --------------- |
| GameRankings    | 89,79 %         |

Игра победила в номинации «Лучшая стратегия» (2001) журнала «Игромания».

## Black & White: Creature Isle
| Сводный рейтинг | Сводный рейтинг |
| Агрегатор       | Оценка          |
| --------------- | --------------- |
| GameRankings    | 69,33 %         |

Дополнение к игре, получившее название Black & White: Creature Isle, вышло 22 января 2002 года. Основное внимание в дополнении уделено существам; действие происходит на отдельном острове, никак не связанном с островами из оригинальной игры. Действие дополнения происходит после событий оригинальной игры. Главные отличия от оригинала:
- На этом острове нет других богов;
- Искусственный интеллект существ стал более мощным, и теперь они могут завести собственных питомцев.
- Добавлены новые чудеса для существ — Ускорение и Антимагия.
- Добавлена новая способность существам — строительство. Основное назначение — ускорение строительства зданий.